# سیاوان (سلماس)
سیاوان (سلماس)، روستایی از توابع بخش کوهسار شهرستان سلماس در استان آذربایجان غربی ایران است.

## جمعیت
این روستا در دهستان چهریق قرار دارد و براساس سرشماری مرکز آمار ایران در سال ۱۳۸۵، جمعیت آن ۲۱۴ نفر (۳۶خانوار) بوده‌است.